# Marielle de Sarnez
Marielle de Sarnez (rođena 27. ožujka 1951. u Parizu) francuska je političarka. Trenutno je ministrica europskih poslova Francuske Republike.
Marielle de Sarnez od 1970.-ih godina obnašala je nekoliko funkcija unutar stranke desnog centra UDF (Unija za francusku demokraciju), na čelu s Valéry Giscard d'Estaing i François Bayrou. Od 2007. godine je potpredsjednica Demokratskog pokreta kojeg je osnovao François Bayrou.
Vrlo je aktivna na europskom planu, od 1999. godine zastupnica je u Europskom parlamentu. Potpredsjednica je Saveza demokrata i liberala za Europu, te glavna tajnica Europske demokratske stranke.
Također je u tri navrata bila izabrana u Gradsko vijeće Pariza - 2001., 2007. i 2014. godine.
Dana 17. svibnja 2017. godine, francuski predsjednik Emmanuel Macron imenovao ju je ministricom za europske poslove pri ministru za Europu i vanjske poslove, Jean-Yvesu Le Drianu.